# Игуман Иринеј (Васиљевић)
Иринеј Васиљевић (Бресница код Чачка, 10. септембар 1908 — Манастир Свете Тројице, 11. јул 1984) био је игуман Манастира Свете Тројице.

## Биографија
Игуман Иринеј Васиљевић рођен је 10. септембара 1908. године у Бресница, код Чачка. У Манастир Свету Тројицу (Овчар) дошао је пре Другог светског рата. За време игумана Атанасија Ђокића био је намесник у манастиру. Такође, и за време рата под управом оца Јелисеја Поповића. Као монах био је веома дисциплинован, вредан побожан и поштен. Лепо је беседио и као духовник бистро расуђивао и саветовао. 
Заменио је оца Јелисеја. Негде од 1950. до 1955. године, обновио је немачким бомбардовањем оштећену тројичку цркву и старе конаке. Половину новог конака, који је бомбардовањем мање оштећен, обновио је, покрио и довео у ред за употребу. Тај конак је садашњи игуман Варнава Миодраговић проширио, створио у њему још неколико просторија и лепу капелу. У његово време обновљено је на цркви кубе и покривено не клисом, како је било, већ ћерамидом, као и лепа црква. Те радове обавио је Завод 1975. године. Игуман Иринеј умро је у Манастиру Свете Тројице (Овчар) 11. јула 1985. где је и сахрањен 